# Janusz Porożyński
Janusz Porożyński (ur. 23 sierpnia 1973 – zm. 23 lipca 2005 na Mont Blanc) – alpinista, doświadczony taternik, były członek zarządu warszawskiego Klubu Wysokogórskiego. Zginął tragicznie w trakcie wyprawy na Mont Blanc.
Z wykształcenia był ekonomistą, absolwentem Szkoły Głównej Handlowej w Warszawie.